# Tapiola
Tapiola (szw. Hagalund) – dzielnica fińskiego miasta Espoo. Nazwa Tapiola wywodzi się od Tapio, boga lasu w mitologii fińskiej.
Tapiola była budowana przede wszystkim w latach 50. i 60. zgodnie z koncepcją miasta-ogrodu. W dzielnicy, położonej w zachodniej części aglomeracji Helsinek, znajduje się Centrum Kultury Espoo, centrum handlowe i węzeł komunikacji miejskiej.

## Historia
Autorem pierwszych planów zabudowy Tapioli był Otto-Iivari Meurman, w późniejszym okresie dzielnicę planowała grupa architektów, m.in. Alvar Aalto, Aarne Ervi i Kaija Siren.

## Podział administracyjny
Tapiola jest jedną z siedmiu dzielnic (fiń. suuralue), na które podzielone jest Espoo. Sama dzieli się na 8 kolejnych dzielnic (fiń. kaupunginosa):
- Otaniemi
- Tapiola
- Westend
- Haukilahti
- Niittykumpu
- Pohjois-Tapiola
- Laajalahti
- Mankkaa
- Olari

(Olari znajduje się częściowo w innej dzielnicy – Matinkylä).

## Sport
W Tapioli znajduje się kompleks obiektów sportowych, w których swoje mecze rozgrywają Espoo Blues (hokej), FC Honka (piłka nożna) i Espoon Honka (koszykówka).

## Obiekty
- Espoo Metro Areena, hala sportowa
- Budynek WeeGee, zaprojektowany jako drukarnia, goszczący obecnie galerię sztuki nowoczesnej EMMA i kilka muzeów
- Centrum Kultury Espoo
- Stacja metra Tapiola